# Parc national de Katavi
Le parc national de Katavi est un parc national du sud-ouest de la Tanzanie.

## Géographie
Le parc est situé non loin du lac Tanganyika, mais à grande distance des villes principales et centres touristiques du pays. Il demeure très isolé et dépourvu d'infrastructures à l'exception de la piste Kigoma-Mpanda-Sumbawanga qui traverse la bordure orientale du parc. Bien qu'étant le 3e parc national du pays par la taille, il demeure très peu visité, seulement quelques centaines de touristes par an, en raison de son grand isolement.
Le parc est principalement formé d'une plaine inondable, au fond d'une branche de la vallée du Grand Rift. Les nombreuses rivières descendues des plateaux coulent paresseusement vers le lac Rukwa, et en saison des pluies débordent largement sur des kilomètres, faisant foisonner la vie dans cette plaine. En saison sèche, les trous d'eau qui subsistent en permanence sont pour la faune de la région le seul moyen de s'abreuver à des dizaines de kilomètres à la ronde.

## Faune
Les marais abritent la plus forte densité de population d'hippopotames et de crocodiles du pays.
En saison humide, le parc est réputé pour ses oiseaux, et plus de 400 espèces y sont observables.
En saison sèche (mai à octobre), et en raison de la persistance des points d'eau, de grands troupeaux de mammifères se regroupent à leur tour dans le parc. On y retrouve alors jusqu'à 4 000 éléphants, des milliers de buffles et de zèbres, et plusieurs espèces d'antilopes (élands, impalas, hippotragues, topis), tous suivis par leur cortège habituel de prédateurs.